# Kärntnertortheater

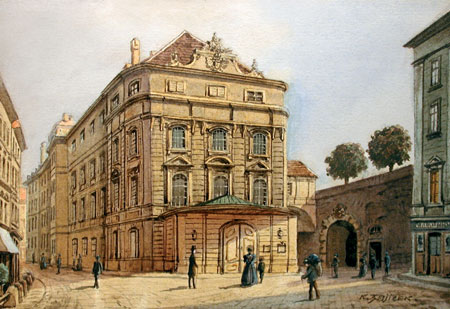
Carl Wenzel Zajicek: Kärntnertortheater (1830)

De Kärntnertortheater of Theater am Kärntnertor was een operahuis in het centrum van Wenen. De officiële naam van het theater was Kaiserliches und Königliches Hoftheater zu Wien.
In het Kärntnertortheater, gebouwd in 1709, gingen opera's van Mozart, Beethoven, Carl Maria von Weber, Franz Schubert, Conradin Kreutzer en Friedrich von Flotow in première. Het operahuis  werd gesloten toen de Weense Staatsopera in 1869 geopend werd. Op de plek van het gebouw staat nu Hotel Sacher.